# Irlanda la Jocurile Olimpice de vară din 2016
Irlanda a participat la Jocurile Olimpice de vară din 2016 de la Rio de Janeiro în perioada 5 – 21 august 2016, cu o delegație de 77 de sportivi, care a concurat în 14 sporturi. Cu două medalii de argint, Irlanda s-a aflat pe locul 62 în clasamentul final.
Participarea irlandeză a fost afectată de mai multe incidente. Poliția braziliană l-a arestat în direct la TV pe Pat Hickey, președintele Consiliului Olimpic Irlandez, pentru vânzare ilegală de bilete, apoi a confiscat pașapoartele a șase oficialități irlandeze, inclusiv John Delaney, directorul executiv al Federației Irlandeze de Fotbal. Boxerul Michael O’Reilly a fost primul sportiv care a picat un test anti-dopaj la Rio de Janeiro. Un alt boxer, Michael Conlan, a ridicat degetul mijlociu spre arbitrii după ce a fost dat învins, apoi a acuzat Asociația Internațională de Box de corupție.

## Participanți
Delegația irlandeză a cuprins 77 de sportivi: 52 de bărbați și 25 de femei (rezervele la fotbal, handbal, hochei pe iarbă și scrimă nu sunt incluse). Cel mai tânăr atlet din delegația a fost gimnasta Ellis O'Reilly (18 ani), cel mai vechi a fost jucătorul de golf Padraig Harrington (45 de ani).
| Sport            | Masculin | Feminin | Total |
| ---------------- | -------- | ------- | ----- |
| Atletism         | 9        | 10      | 19    |
| Badminton        | 1        | 1       | 2     |
| Box              | 7        | 1       | 8     |
| Canotaj          | 2        | 3       | 5     |
| Ciclism          | 2        | 1       | 3     |
| Echitație        | 4        | 3       | 7     |
| Gimnastică       | 1        | 1       | 2     |
| Golf             | 2        | 2       | 4     |
| Hochei pe iarbă  | 16       | 0       | 16    |
| Natație          | 2        | 1       | 3     |
| Navigație        | 3        | 0       | 3     |
| Pentatlon modern | 1        | 1       | 1     |
| Sărituri în apă  | 1        | 0       | 1     |
| Triatlon         | 1        | 1       | 2     |
| Total            | 52       | 25      | 77    |

## Medaliați
| Medalie | Nume                          | Sport     | Probă                                  | Dată      |
| ------- | ----------------------------- | --------- | -------------------------------------- | --------- |
| Argint  | Gary O'Donovan Paul O'Donovan | Canotaj   | Dublu vâsle ctg. ușoară (L2×) masculin | 12 august |
| Argint  | Annalise Murphy               | Navigație | Laser Radial feminin                   | 16 august |